# Jonathan Schell
Jonathan Edward Schell (ur. 21 sierpnia 1943 na Manhattanie, zm. 25 marca 2014 na Brooklynie) − amerykański dziennikarz, eseista i pisarz polityczny.

## Życiorys
Jonathan Schell urodził się 21 sierpnia 1943 na Manhattanie, jego ojcem był prawnik Orville Hickock Schell Jr. Uczęszczał do Dalton School w Nowym Jorku i Putney School w stanie Vermont, a następnie ukończył studia w zakresie historii Dalekiego Wschodu na Uniwersytecie Harvarda. Kolejny rok spędził na studiach podyplomowych w zakresie języka japońskiego na International Christian University w Tokio.
W drodze powrotnej do Stanów Zjednoczonych zatrzymał się w Wietnamie, gdzie napisał swoją pierwszą książkę, The Village of Ben Suc. W 1967 roku zatrudnił się w redakcji The New Yorker i na 20 lat stał się jednym z głównych publicystów tej gazety. W następnych latach wykładał też na Uniwersytecie Yale, Uniwersytecie w Princeton, Uniwersytecie Weslejańskim i Uniwersytecie Nowojorskim. Pisał dla Newsday, New York Newsday i The Nation, głównie zajmował się wojną w Wietnamie, bronią nuklearną, amerykańską polityką zagraniczną oraz Europą Środkową i Wschodnią. Często odwiedzał Polskę.
Żonaty z Elspeth Fraser, z którą był w separacji. Z tego związku miał troje dzieci: Matthew, Thomasa i Phoebe; miał dwoje wnucząt. Wieloletnią partnerką Schella była polska pisarka i historyczka Irena Grudzińska-Gross.
Zmarł 25 marca 2014 w Brooklynie z powodu choroby nowotworowej.
Książki:
- The Village of Ben Suc
- The Military Half: An Account of Destruction in Quang Ngai and Quang Tin (1968)
- The Gift of Time: The Case for Abolishing Nuclear Weapons Now (1998)
- The Unfinished Twentieth Century (2001)
- The Unconquerable World (2003)
- The Seventh Decade: The New Shape of Nuclear Danger (2007)